# Ульручьи
Ульручьи́ — станция (населённый пункт) в Сковородинском районе Амурской области России. Входит в сельское поселение Неверский сельсовет.

## География
Станция Ульручьи расположена на Транссибе, к юго-востоку от районного центра, города Сковородино, и в 18 км к западу от центра сельского поселения, села Невер. Автодорога Чита — Хабаровск проходит в 5 км севернее станции.
История: Ж.д. станция основана в 1912 г. при строительстве Западно - Амурской ж.д. как разъезд № 46. Значительное развитие получила станция при электрификации дороги. Здесь были построены тяговая подстанция, дежурный пост контактной сети, дома для энергетиков, ясли–сад, торговый центр. 
Топонимика: Название достаточно сильно искажено с эвенкийского языка при переносе на русский от слова улрэ, которое, так же как и улдэ означает «мясо», суффикс –чи (искаженный в –чьи) показывает на то, что это мясо было здесь заготовлено. Другими словами, можно данное название перевести следующим образом: «место, где был убит зверь на мясо» [Мельников А.В., 2009].

## Население
| 2002 | 2010 | 2012 | 2013 | 2014 | 2015 | 2016 |
| ---- | ---- | ---- | ---- | ---- | ---- | ---- |
| 94   | ↗178 | ↘173 | ↘163 | ↘160 | ↗164 | ↘161 |
| 2017 | 2018 |      |      |      |      |      |
| ↗166 | ↘165 |      |      |      |      |      |

## Инфраструктура
- Станция Ульручьи Забайкальской железной дороги.
- поблизости расположен Керакский тоннель